# أحمد قصيبة
أحمد أبو زيد قصيبة الأغواطي الجزائري

## نشأته وطلبه للعلم
ولد بالأغواط سنة 1919 م ونشأ فيها بين الكتاتيب فكان أول مشائخه فيها الشيخ محمد بن علي وآخرهم الذي ختم القرآن على يديه هو الشيخ محمد بن عمر بن يونس، ثم نشأ بالموزاة في الكشافة، وتتلمذ على بعض من علماء جمعية العلماء المسلمين الجزائريين كمبارك الميلي والسعيد الزاهري، ثم انتقل إلى جامع الزيتونة سنة 1933 م ضمن بعثة (الجمعية الخيرية الإسلامية) التي كان يشرف عليها الشيخ مبارك الميلي، فتتلمذ هناك على يد الشيخ محمد الطاهر بن عاشور وكان هناك رفقة أعلام من المنطقة أبرزهم: أبو بكر الحاج عيسى ومحمد دهينة. وقد تخرج الشيخ قصيبة من الزيتونة ورجع إلى الوطن في أواخر الثلاثينات فاشتغل بالتعليم، وكان أن كتب إذ ذاك رسالة موجزة وصف فيها رحلته إلى تونس بأنها هجرة وسماها: «كيف هاجرت إلى تونس».

## مع جمعية العلماء المسلمين الجزائريين
لم تزل علاقة أحمد قصيبة بالجمعية قائمة في بداية طلبه للعلم حتى توطدت بعد تخرجه من جامع الزيتونة ثم اتصاله بالشيخ محمد البشير الإبراهيمي إبان فترة نفيه بآفلو، واختير كاتبا عاما للجمعية بعد تأسيس مركزها بالقبة سنة 1946 م، ثم رجع للأغواط بعد حضر الجمعية من طرف السلطات الفرنسية.

## أثناء الثورة المباركة
وفي الثورة التحريرية المباركة يقول الشيخ أحمد حماني: «كان على اتصال بنا في مركز الجمعية وعلى اتصال وثيق برجال الجيش يبلغ عن كل التحركات المشبوهة لقوات الجنرال بلونيس وحدث أن زار مركز الجمعية عام 1956 م وبلغ أنباء بلونيس إلى القيادة الثورية التي تولاها: عبان رمضان وبن مهيدي وسي صالح بن خدة».

## بعد الاستقلال
تولى الشيخ بعد الاستقلال إدارة الشؤون الدينية في ولاية الأغواط التي كانت تشمل ولاية غرداية اليوم وتشرق إلى ورقلة. كما تولى إدارة المعهد الإسلامي بالأغواط بين سنوات 1964 و 1979 م. وعام 1980 م أحيل على التقاعد وبعدها أدركته الشيخوخة وتوالى عليه المرض ورغم ذلك لم يبخل بمحاضراته وإن كانت قليلة.

## وفاته
انتقل إلى الرفيق الأعلى يوم 24 محرم 1415 هـ الموافق لـ 04 جويلية 1994 م.